# كلاين فوركاورن
كلاين فوركاورن (بالإنجليزية: Klein Furkahorn)‏ هو أحد جبال سلسلة جبال الألب أوري وجزء من القمة الأم Unnamed summit (3,043 m) يقع في كانتون فاليز وكانتون أوري، سويسرا. يبلغ ارتفاع الجبل حوالي 3026 متر، بينما يبلغ ارتفاع نتوء الجبل 46 متر.